# Antilope
Antilopa je poimenovanje, ki se nanaša na številne obstoječe ali nedavno izumrle vrste iz družine sodoprstih kopitarjev votlorogov, ki so avtohtone v večini Afrike, Indije, Bližnjega vzhoda, Srednje Azije in majhnega območja Vzhodne Evrope. Antilope ne tvorijo monofiletske skupine, saj so nekatere antilope tesneje povezane z drugimi skupinami votlorogov, kot so govedo, koze in ovce, kot z drugimi antilopami.
Boljša definicija, znana tudi kot »prave antilope«, vključuje samo rodove Gazella, Nanger, Eudorcas in Antilope. En severnoameriški sesalec, vilorog, se pogovorno imenuje 'ameriška antilopa', kljub dejstvu, da pripada popolnoma drugi družini (Antilocapridae) kot prave antilope starega sveta; vilorogi so edini obstoječi člani izumrle prazgodovinske linije, ki je nekoč vključevala številne edinstvene vrste.
Čeprav se antilope včasih imenujejo 'jeleni' in so zlahka napačno identificirani, so pravi jeleni le v daljnem sorodu z antilopami. Medtem ko antilope najdemo v Afriki v izobilju, na celini najdemo le eno vrsto jelenov – atlaškega jelena (Cervus elaphus barbarus) v severni Afrike. Za primerjavo, številne vrste jelenov običajno najdemo v regijah sveta, kjer je prisotnih manj ali nič vrst antilop, na primer v jugovzhodni Aziji, Evropi in Amerikah. To je verjetno posledica tekmovanja glede skupnih virov, saj jeleni in antilope zapolnjujejo skoraj enako ekološko nišo v svojih habitatih. Vendar pa imajo države, kot je Indija, velike populacije endemičnih jelenov in antilop, pri čemer se različne vrste na splošno držijo svojih 'niš' z minimalnim prekrivanjem.
Za razliko od jelenov, pri katerih imajo samci izdelano rogovje, ki vsako leto odpade in ponovno zraste, so rogovi antilope kostni in enakomerno rastejo ter nikoli ne odpadejo. Če je rog zlomljen, bo ostal zlomljen ali pa bodo trajala leta, da se delno obnovi, odvisno od vrste.

## Etimologija
Beseda 'antilopa' se je prvič pojavila leta 1417 in izhaja iz stare francoske besede antelop, ki sama izhaja iz srednjeveške latinščine ant(h)alopus, ta pa iz bizantinske grške besede ἀνθόλοψ, anthólops, ki je bila prvič izpričana pri Evstatiju Antiohijskemu (ok. 336), po katerem je šlo za čudovito žival, ki je »strašila na bregovih Evfrata, zelo divja, težko ulovljiva in z dolgimi rogovi podobnimi žagam, ki so lahko sekali drevesa«. Morda izhaja iz grškega ἀνθος, anthos (roža) in ώψ, ops (oko), kar morda pomeni 'lepo oko' ali namiguje na dolge trepalnice živali. Vendar pa je to lahko ljudska etimologija v grščini, ki temelji na nekem prejšnjem korenu. Beseda talopus in calopus iz latinščine sta se začela uporabljati v heraldiki. Leta 1607 so jo prvič uporabili za bivanje jelenov.

## Vrste
Obstaja 91 vrst antilop, ki so večinoma avtohtone v Afriki in se pojavljajo v približno 30 rodovih. Klasifikacija plemen ali poddružin znotraj skupine Bovoidea je še vedno predmet razprave, predlaganih je več alternativnih sistemov.
Antilope niso kladistična ali taksonomsko opredeljena skupina. Izraz se uporablja za opis vseh članov družine Bovidae, ki ne spadajo med ovce, goveda ali koz. Običajno s tem imenom označujemo vse vrste iz poddružin Antilopinae, Hippotraginae, Reduncinae in Cephalophinae, številne predstavnike poddružine Bovinae, sivega reboka ter impalo.

## Razširjenost in življenjski prostor
Več vrst antilop je avtohtonih v Afriki kot na kateri koli drugi celini, skoraj izključno v savanah, s 25-40 vrstami, ki se sočasno pojavljajo v večjem delu vzhodne Afrike. Ker se je habitat savan v Afriki v zadnjih treh milijonih let petkrat razširil in skrčil in fosilni zapisi kažejo, da se je takrat razvila večina obstoječih vrst, se domneva, da je bila izolacija v zatočiščih med krčenjem glavno gonilo te diverzifikacije. Druge vrste se pojavljajo v Aziji: Arabski polotok je dom arabskega oriksa in liroroge antilope ali gazele Dorcas. Indija je dom nilgava (boselaphus tragocamelus), činkara ali indijska gazela (Gazella bennettii), indijska antilopa (Antilope cervicapra), tibetanske antilope ali čiru (Pantholops hodgsonii) in štiriroge antilope (Tetracerus quadricornis), v Rusiji in Srednji Aziji pa tibetanska antilopa in sajga.
Nobena vrsta antilope ni avtohtona v Avstralaziji ali na Antarktiki, prav tako se nobena obstoječa vrsta ne pojavlja v Ameriki, čeprav se je imenovana podvrsta sajga pojavila v Severni Ameriki v pleistocenu. Severna Amerika je trenutno dom avtohtonega viloroga, ki ga taksonomisti ne štejejo za člana skupine antilop, vendar ga lokalno pogosto imenujejo tako (npr. 'ameriška antilopa'). V Evropi se v fosilnih zapisih pojavlja več izumrlih vrst, sajga pa je bila široko najdena v pleistocenu, vendar se ni obdržala v kasnejšem holocenu, razen v ruski Kalmikiji in Astrahanski oblasti.
Številne vrste antilop so bile uvožene v druge dele sveta, zlasti v Združene države, za lov na eksotično divjad. Pri nekaterih vrstah, ki imajo spektakularne sposobnosti skakanja in izogibanja, lahko posamezniki pobegnejo. Zlasti Teksas ima veliko rančev za divjad, pa tudi habitate in podnebje, ki so zelo gostoljubni za afriške in azijske ravninske vrste antilop. V skladu s tem lahko v Teksasu najdemo divje populacije indijske antilope, pasana in nilgave.
Antilope živijo v številnih habitatih. Večina živi v afriških savanah. Vendar pa je veliko vrst bolj osamljenih, na primer gozdna antilopa, pa tudi sajga, ki živi v ekstremnem mrazu, arabski oriks, prilagojen puščavi, skalna antilopa, ki živi v skalnih osamelcih, in polvodna sitatunga (Tragelaphus spekii).
Vrste, ki živijo v gozdovih ali grmovju, so po navadi stalne, vendar se številne ravninske vrste lotevajo dolgih selitev. Ti travojedim vrstam omogočajo, da sledijo deževju in s tem svojo oskrbo s hrano. Gnuji in gazele v vzhodni Afriki med vsemi sesalci opravijo nekaj najbolj impresivnih množičnih selitvenih krogov.

## Morfologija
Antilope se zelo razlikujejo po velikosti. Samec navadnega elanda lahko na primer meri 178 cm na plečih in tehta skoraj 950 kg, medtem ko lahko odrasla kraljeva antilopa na ramenu meri le 24 cm in tehta le 1,5 kg.
Za živali z dolgimi, vitkimi, a močnimi nogami ni presenetljivo, da imajo mnoge antilope dolge korake in lahko hitro tečejo. Nekateri (npr. skalna antilopa) so prilagojeni tudi na naseljevanje skalnih osamelcev in pečin. Tako dibatagi kot gerenuki običajno stojijo na svojih dveh zadnjih nogah, da dosežejo akacijo in drugo drevesno listje. Različne antilope imajo različne tipe telesa, kar lahko vpliva na gibanje. Duikerji so nizke, v grmovju živeče antilope, ki lahko prebirajo gosto listje in se hitro potopijo v sence. Gazela in skokonoga gazela sta znani po svoji hitrosti in skakanju. Tudi večje antilope, kot so nilgav, elandi in kuduji, lahko skočijo 2,4 m ali več, čeprav je njihova hitrost teka omejena z njihovo večjo maso.
Antilope imajo veliko različnih barv dlak, čeprav jih ima večina gosto dlako kratkega krzna. Pri večini vrst je dlaka nekaj različic rjave barve (ali več odtenkov rjave), pogosto z belim ali bledim spodnjim delom telesa. Izjeme so zebrasti duiker (Cephalophus zebra), sivi, črni in beli Jentinkov duiker (Cephalophus jentinki) ter vodna antilopa (Kobus leche). Večina antilop s 'spiralnimi rogovi' ima na hrbtu blede navpične črte. Mnoge puščavske in polpuščavske vrste so še posebej blede, nekatere skoraj srebrnkaste ali belkaste (npr. arabski oriks); bajza in pasana imata sivo in črno kožo z živimi črno-belimi obrazi. Skupne značilnosti različnih gazel so beli zadki, ki utripajo kot opozorilo drugim, ko bežijo pred nevarnostjo, in temne črte na sredini telesa (slednjo lastnost imata tudi skokonoga gazela in beira (Dorcatragus megalotis)). Skokonoga gazela ima tudi vrečko z belimi dlakami, podobnimi ščetkam, ki tečejo vzdolž hrbta in se odprejo, ko žival začuti nevarnost, zaradi česar hrbtne dlake nastanejo pokonci.
Antilope so prežvekovalci, zato imajo dobro razvite molarne zobe, ki zmeljejo prežvek (kroglice hrane, shranjene v želodcu) v kašo za nadaljnjo prebavo. Nimajo zgornjih sekalcev, temveč trdo zgornjo dlesnino blazinico, ob katero njihovi spodnji sekalci grizejo, da trgajo stebla in liste trave.
Tako kot mnoge druge rastlinojede živali se antilope zanašajo na izostrene čute, da se izognejo plenilcem. Njihove oči so nameščene na straneh glave, kar jim daje širok radij vida z minimalnim binokularnim vidom. Pri tem pomagajo tudi njihove vodoravno podolgovate zenice. Izostren voh in sluh dajeta antilopam sposobnost zaznavanja nevarnosti ponoči na prostem (ko plenilci pogosto prežijo). Ta ista čutila igrajo pomembno vlogo pri stiku med osebki iste vrste; pri takšni komunikaciji se uporabljajo oznake na njihovih glavah, ušesih, nogah in zadnjici. Mnoge vrste "utripajo" takšne oznake, pa tudi njihove repe; glasovna komunikacija vključuje glasno lajanje, žvižganje, mukanje in trobentanje; številne vrste uporabljajo tudi označevanje z vonjem, da določijo svoja ozemlja ali preprosto ohranijo stik s svojimi sorodniki in sosedi.
Mnoge antilope so spolno dimorfne. Pri večini vrst imata oba spola rogove, vendar so pri samcih običajno večji. Samci so po navadi večji od samic, vendar so izjeme, pri katerih so samice težje od samcev, med drugim navadna antilopa (Sylvicapra grimmia), pritlikava antilopa (Neotragus), kapski grysbok (Raphicerus melanotis) in oribi, ki so vse precej majhne vrste. Številne vrste imajo samice brez rogov (npr. sitatunga, red lechwe in suni). Pri nekaterih vrstah imajo samci in samice različno obarvano dlako (npr. Indijska antilopa in niala).
Velikost in oblika rogov antilope se zelo razlikujeta. Tisti duikerjev in pritlikavih antilop so navadno preproste 'konice', vendar se razlikujejo po kotu glave od nazaj ukrivljene in nazaj usmerjene (npr. rumenohrbti duiker) do ravnih in pokončnih (npr. steenbok (Raphicerus campestris)). Druge skupine imajo zavite (npr. navadni eland), spiralne (npr. veliki kudu), 'povratno ukrivljene' (npr. trstnice), lirate (npr. impala) ali dolge, ukrivljene (npr. oriksi) rogove. Rogovi ne odpadejo in njihova kostna sredica je prekrita z debelim, obstojnim ovojem iz poroženelega materiala, po čemer se razlikujejo od rogovja jelenov.
Rogovi so učinkovito orožje in so po navadi bolje razviti pri tistih vrstah, kjer se samci borijo za samice (velikočredne antilope), kot pri samotarskih ali lenking vrstah. S tekmovanjem samcev se ti za partnerje se rogovi spopadejo v boju. Samci svoje rogove pogosteje uporabljajo drug proti drugemu kot proti drugi vrsti. Glava rogov je običajno urejena tako, da dve antilopi, ki se udarjata v rogove, druga drugi ne moreta razbiti lobanje, zaradi česar je boj z rogom bolj obreden kot nevaren. Številne vrste imajo v svojih rogovih grebene za vsaj dve tretjini dolžine rogov, vendar ti grebeni niso neposreden pokazatelj starosti.

## Vedenje

### Strategije parjenja
Antilope pogosto razvrščamo glede na njihovo razmnoževalno vedenje.
Majhne antilope, kot je dik-dik, so po navadi monogamne. Živijo v gozdnem okolju z neenakomernimi viri in samec zaradi te redke porazdelitve ne more monopolizirati več kot ene samice. Večje gozdne vrste pogosto tvorijo zelo majhne črede dveh do štirih samic in enega samca.
Nekatere vrste, kot je lechwes, sledijo sistemu parjenja lek, kjer se samci zberejo na terenu za ritual imenovan lekking in tekmujejo za majhno ozemlje, medtem ko samice ocenijo samce in izberejo enega, s katerim se bodo parile.
Velike pašne antilope, kot sta impala ali gnu, tvorijo velike črede, sestavljene iz številnih samic in enega samca za vzrejo, ki izključuje vse druge samce, pogosto z bojem.

### Obramba
Antilope zasledujejo številne obrambne strategije, ki jih pogosto narekuje njihova morfologija.
Velike antilope, ki se zbirajo v velike črede, kot je gnu, se za zaščito zanašajo na številčnost in hitrost teka. Pri nekaterih vrstah bodo odrasli obkrožili potomce in jih zaščitili pred plenilci, ko so ogroženi. Mnoge gozdne antilope se zanašajo na skrivnostno obarvanost in dober sluh, da bi se izognile plenilcem. Gozdna antilopa ima pogosto zelo velika ušesa in temne ali črtaste barve. Majhne antilope, zlasti duikerji, se plenilcem izognejo tako, da skočijo v gosto grmovje, kjer plenilec ne more zasledovati. Skokonoge gazele uporabljajo vedenje, znano kot poskočno skakanje, da zmedejo plenilce.
Vrste na odprtih travnikih se nimajo kam skriti pred plenilci, zato so po navadi hitri tekači. So okretni in imajo dobro vzdržljivost – to so prednosti, ko jih zasledujejo plenilci, odvisni od sprinta, kot so gepardi, ki so najhitrejše kopenske živali, vendar se hitro utrudijo. Reakcijske razdalje se razlikujejo glede na vrsto in vedenje plenilcev. Na primer, gazele morda ne bodo pobegnile pred levom, dokler ni bližje kot 200 m – levi lovijo kot ponos ali presenečenje, običajno z zalezovanjem; tisti, ki ga je mogoče jasno videti, verjetno ne bo napadel. Vendar pa bodo gepardi, odvisni od sprinta, povzročili, da gazele pobegnejo na razdalji več kot 800 metrov.
Če pobeg ne pride v poštev, se antilope znajo upreti. Zlasti oriksi so bili znani po tem, da stojijo postrani kot mnogi nepovezani bovidi, da se zdijo večji, kot so, in lahko v skrajnem primeru napadejo plenilca.

## Stanje
Približno 25 vrst je IUCN ocenil kot prizadete vrste, kot sta gazela dama (Nanger dama) in gorska niala. Ogrožene so tudi številne podvrste, vključno z orjaško sabljasto antilopo (Hippotragus niger variani) in gazelo dama. Glavni vzroki za skrb za te vrste so izguba habitata, tekmovanje z govedom za pašo in lov na trofeje.
Tibetanska antilopa ali čiruja lovijo zaradi njene kože, ki se uporablja za izdelavo volne šahtooš, ki se uporablja za šale. Ker je krzno mogoče odstraniti samo z mrtvih živali, vsaka žival pa daje zelo malo puhastega krzna, je treba ubiti več antilop, da se naredi en sam šal. To nevzdržno povpraševanje je povzročilo ogromen upad populacije čiruja.
Sajgo lovijo zaradi njenih rogov, ki jih imajo nekatere kulture za afrodiziak. Samo samci imajo rogove in so bili tako močno lovljeni, da nekatere črede vsebujejo do 800 samic na enega samca. Vrsta je močno upadla in je kritično ogrožena.

## Življenjska doba
Težko je določiti, kako dolgo živijo antilope v naravi. Ker plenilci dajejo prednost starim in onemoglim osebkom, ki ne zmorejo več vzdrževati koničnih hitrosti, le malo divjih plenilcev živi tako dolgo, kot je njihov biološki potencial. V ujetništvu so gnuji živeli več kot 20 let, impale pa so dosegle pozno najstniško starost.

## Ljudje

### Kultura
Antilopin rog je marsikje cenjen zaradi domnevne zdravilne in magične moči. Rog samca sajge se v vzhodni praksi melje kot afrodiziak, zaradi česar so ga lovili skoraj do izumrtja. V Kongu menijo, da omejuje žgane pijače. Sposobnost antilope, da hitro tečejo, je privedla tudi do njihove povezave z vetrom, kot na primer v Rigvedi, kot konji Marutov in boga vetra Vajuja. Vendar pa ni znanstvenih dokazov, da bi rogovi katere koli antilope kakor koli spremenili človeško fiziologijo ali značilnosti.
V Maliju so verjeli, da je antilopa človeštvu prinesla znanje poljedelstva.
Ljudje so izraz 'antilopa' uporabljali tudi za označevanje tradicije, ki jo običajno najdemo v atletskem športu.

### Udomačitev
Udomačitev živali zahteva nekatere lastnosti živali, ki jih antilope običajno ne kažejo. Večino vrst je težko zadržati v kakršni koli gostoti zaradi teritorialnosti samcev ali v primeru oriksov (ki imajo razmeroma hierarhično družbeno strukturo) zaradi agresivnega značaja; zlahka ubijejo človeka. Ker imajo mnogi izjemno dobre skakalne sposobnosti, je zagotavljanje ustreznega mečevanja izziv. Prav tako bo antilopa dosledno kazala odziv na strah pred domnevnimi plenilci, kot so ljudje, zaradi česar jih je zelo težko čredati ali ravnati z njimi. Čeprav imajo antilope prehrano in hitro rast, ki so zelo primerne za udomačitev, ta nagnjenost k paniki in njihova nehierarhična družbena struktura pojasnjujeta, zakaj so antilope, vzrejene na kmetijah, neobičajne. Stari Egipčani so redili črede gazel in adaks ali bela antilopa (Addax nasomaculatus) za meso, občasno pa tudi hišne ljubljenčke. Ni znano, ali so bile res udomačene, vendar se zdi malo verjetno, saj danes udomačene gazele ne obstajajo.
Vendar pa je ljudem uspelo ukrotiti nekatere vrste, kot je eland. Te antilope včasih druga drugi skočijo čez hrbet, ko so prestrašene, vendar se zdi, da ta neskladen talent izkoriščajo samo divji pripadniki te vrste; krotki elandi tega ne izkoriščajo in jih je mogoče zapreti v zelo nizko ograjo. Njihovo meso, mleko in kože so odlične kakovosti, tako v Ukrajini kot Zimbabveju že nekaj let poteka poskusna vzreja elandov. Na obeh lokacijah se je žival izkazala za povsem primerno za udomačitev. Podobno so evropski obiskovalci Arabije poročali, da so »krotke gazele zelo pogoste v azijskih državah, kjer je ta vrsta avtohtona; in poezija teh držav je polna aluzij na lepoto in nežnost gazel«. Antilope, ki so bile uspešno ukročene, vključujejo pasane, kuduja in skokonoge gazele. Zgoraj opisane značilnosti tudi niso nujno ovira za udomačitev.

### Hibridna antilopa
V živalskih vrtovih, parkih za divjad in na rančih za divje živali so zabeležili veliko različnih hibridov antilope bodisi zaradi pomanjkanja primernejših partnerjev v ograjenih prostorih, ki si jih delijo z drugimi vrstami, bodisi zaradi napačne identifikacije vrst. Enostavnost hibridizacije kaže, kako tesno so povezane nekatere vrste antilop. Z nekaj izjemami se večina hibridnih antilop pojavlja le v ujetništvu.
Večina hibridov se pojavlja med vrstami znotraj istega rodu. Vsi navedeni primeri se pojavljajo znotraj iste poddružine. Kot pri večini hibridov sesalcev, manj ko so starši v sorodu, večja je verjetnost, da bodo potomci sterilni.

### Heraldika
Antilopa je pogost simbol v heraldiki, čeprav se v naravi pojavlja v zelo popačeni obliki. Heraldična antilopa ima telo jelena in levji rep, z nazobčanimi rogovi in majhnim oklom na koncu gobca. To nenavadno in netočno obliko so izumili evropski heraldiki v srednjem veku, ki so o tujih živalih vedeli le malo, ostalo pa so si izmislili. Antilopo so zmotno predstavljali kot pošastno plenilsko zver; pesnik iz 16. stoletja Edmund Spenser jo je omenil kot »tako hud in popadljiv kot volk«.
Vse antilope se lahko pojavijo tudi v svoji naravni obliki, v tem primeru se imenujejo 'naravna antilopa', da se ločijo od bolj običajne heraldične antilope.ref>Fox-Davies, Arthur (1909). A Complete Guide to Heraldry. T.C. & E.C. Jack. Arhivirano iz spletišča dne 24. septembra 2015.</ref> Grb, ki ga je prej uporabljala Južnoafriška republika, je vseboval naravno antilopo in oriksa.